# 파리의 실락원
《파리의 실락원》(Post Coitum, Animal Triste)은 프랑스에서 제작된 브리짓 루넌 감독의 1997년 드라마, 멜로/로맨스 영화이다. 브리지트 뤼앙 등이 주연으로 출연하였고 움베르트 발산 등이 제작에 참여하였다.
1997년 칸 영화제의 주막할 만한 시선 부문에서 상영되었다.

## 출연

### 주연
- 브리지트 뤼앙
- 패트릭 체스네
- 보리스 테랄
- 닐스 타베르니에
- 장 루이 리샤르
- 프랑소와즈 아르누르

### 조연
- 카멘 채플린
- 지젤 카사드서스
- 니콜 가르시아

## 기타
- 의상: 플로렌스 에밀